# Baam
Baam (indonesisch Pulau Baam) ist eine der indonesischen Watubela-Inseln, die zu den Molukken gehören.

## Geographie
Baam liegt zwischen den beiden größeren Inseln Kasiui und Teor. Die unbewohnte Insel gehört administrativ zum Desa Teor.
Als Teil des Subdistrikts (Kecamatan) Wakate gehört Baam zum Regierungsbezirk (Kabupaten) Ostseram (Seram Bagian Timur) der Provinz Maluku.